# Alexandru Guzun
Alexandru Guzun (ur. 29 września 1966 w Drăsliceni) – mołdawski piłkarz występujący na pozycji obrońcy. Trener piłkarski.

## Kariera klubowa
Guzun karierę rozpoczynał w 1989 roku w Tighinie Bendery, grającej w trzeciej lidze ZSRR. W 1992 roku rozpoczął z nią starty w pierwszej lidze mołdawskiej. W tym samym roku przeszedł do ukraińskiej Nywy Winnica. W sezonie 1992 spadł z nią z pierwszej ligi do drugiej.
Na początku 1993 roku Guzun odszedł do rumuńskiego Rapidu Bukareszt. Występował tam do końca sezonu 1993/1994, a potem wrócił do Mołdawii, gdzie został zawodnikiem klubu Nistru Otaci. W 1996 roku był stamtąd wypożyczony do Nywy Winnica. Potem wrócił do Nistru, w którym grał do końca sezonu 1997/1998. Następnie występował w Agro Kiszyniów, ukraińskich zespołach Torpedo Zaporoże (II liga), Dnipro Dniepropetrowsk (I liga) oraz MFK Mikołajów (II liga), a także ponownie w Agro Kiszyniów, gdzie w 2000 roku zakończył karierę.

## Kariera reprezentacyjna
W reprezentacji Mołdawii Guzun zadebiutował 16 kwietnia 1994 w zremisowanym 1:1 towarzyskim meczu ze Stanami Zjednoczonymi, a 14 października 1998 w przegranym 1:3 pojedynku eliminacji Mistrzostw Europy 2000 z Niemcami strzelił swojego jedynego gola w kadrze. W latach 1994–2000 w drużynie narodowej rozegrał 17 spotkań.